# Eurypterna rufiventris
Eurypterna rufiventris är en stekelart som beskrevs av Vladimir Ivanovich Tobias 1988. Eurypterna rufiventris ingår i släktet Eurypterna och familjen brokparasitsteklar. Inga underarter finns listade i Catalogue of Life.